# Hubble-rumteleskopet
Hubble-rumteleskopet er en ubemandet, amerikansk astronomisatellit. Det er opkaldt efter astronomen Edwin Hubble, der på baggrund af rødforskydningen fastslog, at galakser bevæger sig væk fra hinanden, og med Hubbles lov fra 1929 afsluttede diskussionen om hvorvidt universet var statisk eller dynamisk.
Hubble-teleskopet blev opsendt den 24. april 1990 med rumfærgen Discovery. Det har et hovedspejl på 2,4 meter og dets optiske design er Ritchey-Chretien, et design hvor de 2 spejle i teleskopet er hyperbolske. Den samlede vægt af teleskopet er 11,11 ton. Hubble-teleskopet er ét af NASA's fire rumobservatorier under Great Observatories program.
Spejlets overflade er så glat, at ultraviolet lys kan fokuseres. Hubble anvendes også til synligt og infrarødt lys, hvor kravene til spejlet er mindre skrappe. Ultraviolette spektre var et af argumenterne for et rumteleskop, foruden skarpere billeder optaget i synligt lys. Ozonlaget i stratosfæren bremser UV-stråling, vanddamp i troposfæren bremser det infrarøde lys og termiske bevægelser af luften generelt udtværer jordbaserede teleskopers billeder.
Efter opsendelsen viste der sig en fejl ved Hubble – ingen af de billeder, der blev taget med rumteleskopet, var så skarpe, som de burde være. Det viste sig, at teleskopets hovedspejl var blevet slebet uhyre præcist, men i en forkert form, der gjorde at billederne blev uskarpe. Fejlen var kun på 2 mikrometer, men det var nok til at gøre billederne uskarpe. Oprindelig var det meningen, at Hubble-teleskopet skulle have taget langt bedre billeder end dem fra jordbaserede teleskoper, men på grund af fejlen var de kun en smule bedre.
Talrige forslag til udbedring af fejlen blev fremsat, og man valgte det såkaldte COSTAR (Corrective Optics Space Telescope Axial Replacement), der bestod af to små spejle, som lyset fra teleskopet blev sendt igennem. Det ene spejl var designet, så det modvirkede fejlen på hovedspejlet og gjorde dermed billederne så skarpe, som de burde have været, hvis ikke hovedspejlet var slebet forkert. Monteringen af COSTAR blev udført under rumfærgeflyvning STS-61 af astronauter på rumfærgen Endeavour.
Hubble-teleskopet har blandt andet taget billeder af planeter, stjerner, galakser med mere.
I 2007 har teleskopet fungeret i 17 år og foretaget omkring 93.500 kredsløb om Jorden. Det har taget omkring 750.000 billeder og undersøgt ca. 24.000 objekter i verdensrummet. Det genererer ca. 10 gigabyte data pr. dag og har i alt genereret ca. 27 terabyte data indtil nu. 

## Opbygning
Lyset fra spejlet fordeles til otte instrumenter simultant. Bag hovedspejlet er der fire Radial Scientific Instruments Modules på størrelse med komfurer, anbragt som skuffer med 90° mellemrum. De tre af dem er Fine Guidance Sensor der er en slags søgekikkerter til at holde Hubble fastlåst på det observerede objekt. To FGS er nødvendige ad gangen så det overskydende instrument udfører astrometriske målinger. Den fjerde skuffe anvendes af 'vidvinkel'-instrumenter: Wide-Field Planetary Camera (WFPC, 1990-93), Wide-Field Planetary Camera 2 (WFPC2, 1993-2009) og Wide-Field Camera 3 (WFC3, 2009-?). Billeder fra disse kameraer er gengivet i adskillige populærvidenskabelige publikationer.
Bag disse er der plads til fire Axial Scientific Instruments Modules, hver på størrelse en telefonboks.
1. Goddard High Resolution Spectrograph (GHRS, 1990-97) afløst af Space Telescope Imaging Spectrograph (STIS, 1997-?).
2. High Speed Photometer (HSP, 1990-93), afløst af COSTAR (1993-2009) afløst af Cosmic Origins Spectrograph (COS, 2009-?).
3. Faint Object Camera (FOC, 1990-2002) fra ESA afløst af Advanced Camera for Surveys (ACS, 2002-?).
4. Faint Object Spectrograph (FOS, 1990-97) afløst af Near Infrared Camera and Multi-Object Spectrometer (NICMOS, 1997-?)[2].

## Rumfærge-flyvninger til rumteleskopet
Hubble blev opsendt og sat i kredsløb på rummission STS-31 i april 1990, første servicemission STS-61 i december 1993, servicemission 2 STS-82 i februar 1997, servicemission 3-A STS-103 i december 1999, servicemission 3-B STS-109 i marts 2002.
Den femte og sidste servicemission STS-125 var i maj 2009. På missionen fik teleskopet udskiftet instrumenter og reparationer blev udført på de eksisterende:
- Soft-Capture Mechanism
- Cosmic Origins Spectrograph (COS)
- Wide Field Camera 3
- Space Telescope Imaging Spectrograph (STIS)
- Advanced Camera for Surveys (ACS)
- Fine Guidance Sensor (FGS)
- Batterier
- Gyroskoper
- Beskyttende tæpper